# Toussaint Rose
Toussaint Rose (Provins, 3 de setembre de 1611 - París, 6 de gener de 1701), fou un magistrat francès. Va ser secretari del Cardenal Mazzarino i posteriorment de Lluís XIV, abans de ser elegit a l'Acadèmia Francesa el 1675.

## Biografia
Com a "secretari de pluma" era l'encarregat de signar en lloc del rei els documents oficials.
Sabia imitar tan bé la signatura de Lluís XIV que alguns documents suposadament signats pel rei podrien ser controvertits. Fou nomenat president de la Chambre des comptes de París el 1661.
Va ser a través de la seva intervenció que el rei es va dictar l'ordenança de 1667, en virtut de la qual l'Acadèmia rebia el nivell dels tribunals superiors. Aquesta fou segurament la raó per la qual ell mateix va esdevenir acadèmic, ja que no havia publicat res fins que hi fou admès el 2 de desembre de 1675, substituint Conrart
Ce fut sûrement la raison pour laquelle il devint académicien, car il n'avait rien publié lorsqu’il fut admis le 2 décembre 1675 i rebut el 12 de desembre per Régnier-Desmarais. Fou del partit dels ancians, i quan es tractava de substituir Colbert, va donar suport a la candidatura de Boileau contra la de La Fontaine; va pronunciar arengues acadèmiques, va fer un discurs davant el rei, el 1679, sobre la pau, i fou un dels sis primers acadèmics que foren admesos als espectacles de la cort.
El duc de Saint-Simon, a les seves memòries, hi explica moltes anècdotes sobre ell.
Va casar-se amb Madeleine de Villiers, filla de Claude, advocat al parlament de París. El gendre del seu fill Louis, el president Antoine Portail fou també, sense grans títols literaris, membre de l'Académie française

## Iconografia
El retrat de Toussaint Rose per François de Troy, que forma part de les col·leccions del museu Carnavalet (E. 5037) és en dipòsit al castell de Versalles.